# Virginia Company

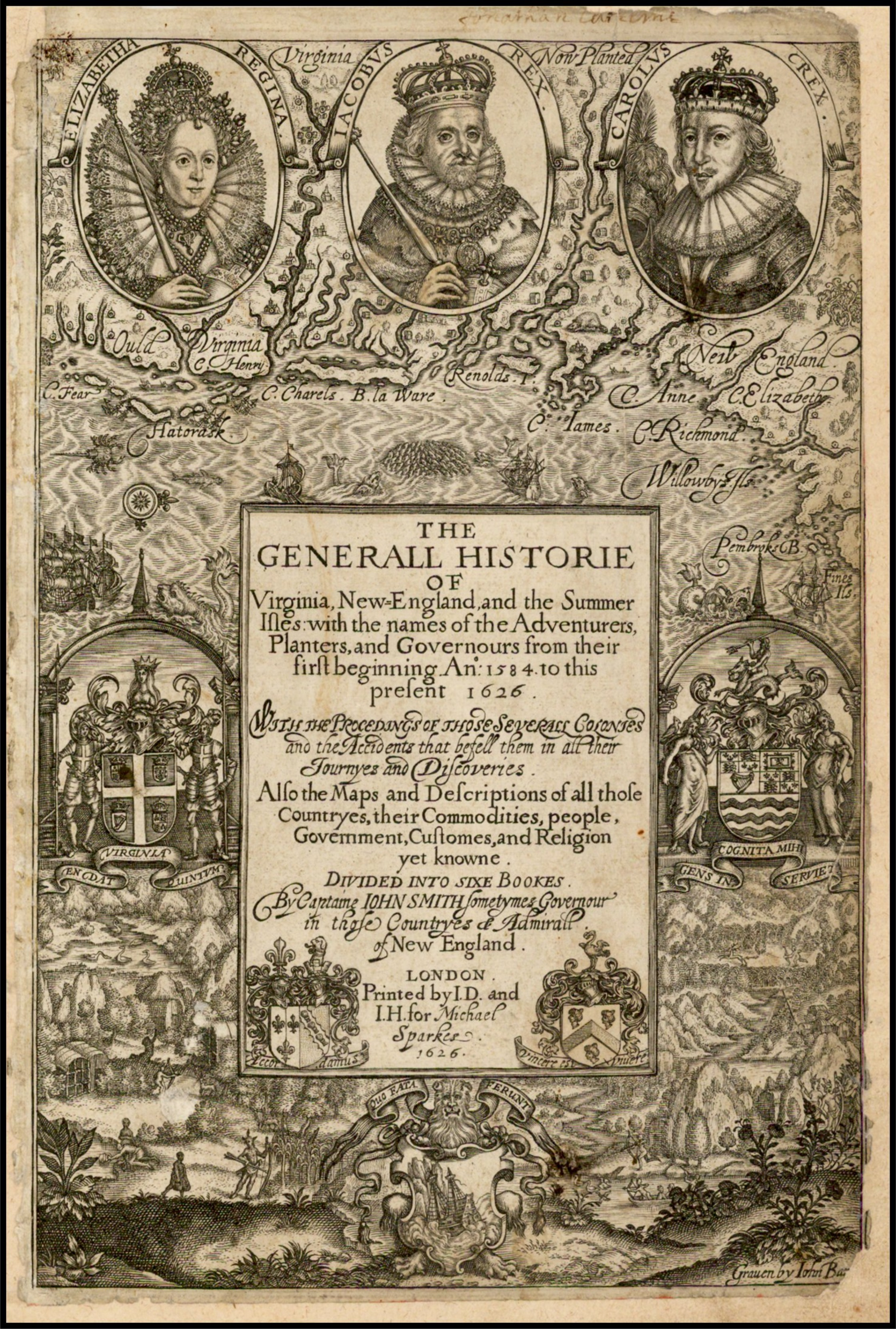
The Generall Historie of Virginia, New-England, and the Summer Isles, von Capt. John Smith

Die Bezeichnung Virginia Company wird für zwei im Jahr 1606 mit einer Charta, d. h. Lizenz, von König James I. gegründete Gesellschaften verwendet: Die Virginia Company of London und die Virginia Company of Plymouth.
Die London Company durfte die Gebiete südlich des 41. Breitengrad bis hin zum 34. Breitengrad erschließen, die Plymouth Company wiederum die Gebiete nördlich des 38. Breitengrad bis hin zum 45. Breitengrad; im Gebiet zwischen dem 38. und dem 41. Breitengrad sollten die Siedlungen der Gesellschaften einen Abstand von mindestens 100 Meilen (ca. 160 km) halten. Die beiden Gesellschaften wurden von der in England ansässigen Behörde Council of Virginia beaufsichtigt.
Mitglieder der Virginia Company of London segelten daraufhin in die Neue Welt und gründeten im Jahr 1607 am James River die Siedlung Jamestown. Die Virginia Company of Plymouth gründete am 13. August 1607 die Siedlung Popham (das heutige Phippsburg), unweit der Mündung des Kennebec Rivers, im heutigen US-Bundesstaates Maine, die allerdings bereits im Jahr 1609 aufgegeben wurde.
Die Virginia Company of London geriet später in finanzielle Schwierigkeiten, deswegen wurde die Siedlung in der Neuen Welt im Jahr 1624 zu einer königlichen Kolonie.